# フランスの経済
フランスの経済（フランスのけいざい、フランス語: Économie de la France）は、フランス第四共和国およびフランス第五共和国（1946年～現代）の経済動向、統計データ、特徴、歴史的変遷について概説する。
IMF（国際通貨基金）によれば、2020年におけるフランスの名目総GDP（国内の総生産値）は世界第7位に位置し、アメリカ、中国、ドイツ、日本、イギリス、インドに次ぐ経済大国としての地位を確立する。ヨーロッパにおいては独英両国に次ぐ第3位にあり、1人当たりGDPは世界第23位で、EU（欧州連合）平均を上回る水準にある。また、実質総GDP（国民の総生産量、PPP）に基づくGDPは世界第9位を誇る。 

## 特徴

### 経済・貿易体制
フランスは、農業や観光、高級ブランド、軍需産業、宇宙開発、インフラ整備といった分野を経済の柱としており、農産物や食品の輸出ではアメリカに次ぐ世界第2位の地位を占めている。第三次産業が主力となっており、2022年には労働人口の80.1％がこの分野に従事している。一方、第一次産業（小麦粉製品、ワイン、チーズ、観賞用および香水用の花など）は僅か2.1％、第二次産業（原子力発電、輸送機械、兵器など）は17.9％を占めている。
ほかの欧州諸国と比較して、国内需給を重視する傾向があるものの、20世紀以降のグローバル化と新自由主義の潮流のもと、国際貿易にも一定の依存を示す。EU（欧州連合）の設立後、フランスは隣国ドイツと協力して互いの弱点を補完し合いながら、ユーロ圏を自給自足の経済圏を作り上げるために貢献した。その結果、EU経済は健全化が進んでいた。
「指導主義経済」と称される独自の経済体制を採用している。「政府が企業を指導すべきだ」という考えのもと、フランス経済は1980年代の第1次コアビタシオン期に民営化が進んでいたが、ルノーやフランス電力、フランスガス公社、旧スエズと合併したエンジー、通信会社Orangeといった大企業はすべてフランス政府が背後の株主となっている。

### 国際的地位
昔からフランスは、その美的文化や豊かな歴史を活かして、高級ブランド品の分野では17世紀のルイ14世の時代から現代に至るまで、世界有数の輸出大国としての地位を確立してきた。
世界の総輸出額では第6位、輸入額では第5位に位置し、ヨーロッパ大陸内の貿易が主要な割合を占め、輸出はGDPの35％、輸入は39％に達する。 なお、貿易収支（関税および海外サービスを含む）は2004年以降赤字が続き、2011年までその傾向が拡大したが、2020年以降コロナ禍の影響もあって状況が改善し、2022年以降、毎年1023億ユーロ前後の黒字が続いている。
17世紀のリシュリュー枢機卿時代より、「フラン」という通貨を用いることで、数々の経済的困難にうまく対応してきた。しかし、20世紀後半に「ユーロ」の導入後、経済成長のペースは徐々に緩やかになり、イギリスやドイツを除いたほかの欧州諸国に対し、やや遅れを取る結果となった。2022年の就業率は68.1％であり、ユーロ圏平均69.5％、EU平均69.8％、G7平均72.7％を下回った。とはいえ、何世代にもわたって培ってきた経済基盤はコロナ禍においても安定を見せ、失業率はほかの先進国と比べて低水準を保ち続けており、2024年の失業率は7.32％となった。

### パリ経済圏
フランスの首都パリは、世界都市の1つであり、ヨーロッパにおける平等主義と高雅芸術の発信地として、長年にわたり中心的な役割を果たしてきた。 
2000年以降、世界で最も多くの観光客を迎える都市の1つとなり、2023年には1年間で1億人を超える観光客が訪れた。これは、フランスの総人口（6797万人）を大きく上回る数字である。また、パリ1都市でフランス全体のGDPの約1/3を占め、その規模は約1兆ユーロに達している。さらに、国内の労働人口の半数以上がパリおよびその周辺地域にあたる「パリ都市圏」に集中しており、これは日本の東京都市圏と同様「首都一極集中」の課題を抱えている。 
『フォーチュン』による世界500強企業の数を基準にみて、パリはヨーロッパで最も多く、世界ではニューヨークやロンドンに次ぐ第3位の規模を誇る。KPMG（世界四大会計ファームの1つ）の調査において、2019年にはパリが世界でニューヨークに次ぐ二番目に魅力的なグローバル都市に選ばれ、OECD（経済協力開発機構）の本部もパリに位置している。

### 社会福祉と労働環境
1789年革命以来、フランス政府は人権尊重と人道主義の理念を重んじ、資本主義陣営の中でも特に貧困層への支援が手厚い。国民全体が平等に高度な福祉を享受できる仕組みが整えられており、これによりフランス経済はほかの先進国と比して、左翼の傾向が顕著である。
ヨーロッパで最も株主を優遇している国であり、富裕層への課税は非常に緩やかである。2007年から2017年の十年間で、フランスの億万長者の総資産は3倍以上に増加し、2023年1月時点では、世界一の富豪もフランス人であることが分かる。その人物は「LVMH」のオーナーであるベルナール・アルノー氏であり、この事はフランス政府の政策がいかに寛容であるかを物語っている。
上位10％にあたる富裕層は国内資産の46％を占め、逆に下位50％の人々は僅か8％しか所有していない。しかし、このような格差がフランス社会に悪影響を及ぼしていないのは、フランス政府が富裕層から得た税収を経済の発展に活用し、貧困層への支援やインフラ整備に充て続けているからである。そのため、フランスに住む高齢者や30歳未満の若者、学歴がそれほど高くない人々でも安定した生活水準を維持でき、「平等主義社会」がほぼ実現していると言えるでしょう。
この福祉制度のもと、2013年にはフランスの特許出願件数が世界第4位に達し、創造力に富む企業や若き創業者にとって、その革新的なアイデアを具現化するための舞台が広がる。また、この居住環境の素晴らしさを求めて、フランスへの移住する外国人も多く、特に旧植民地であったアフリカ諸国や、戦火が飛び舞う中東地域から来る者が多い。
さらに、BLS（米国労働省の統計局）の2011年報告によると、フランス人の毎週労働時間は短いものの、1人当たりの生産性は非常に高く、ドイツを除く全ての先進国よりも高いとされている。『ノーベル経済学賞』を受賞したポール・クルーグマンによれば、「アメリカ人やイギリス人が自分の仕事を積極的に上司やお客様にアピールし続けるのとは異なり、フランス人やドイツ人などのヨーロッパ大陸の人々は、仕事を早く終わらせ、出来るだけプライベートな時間を大切にすることが普通だと考える。フランス人はこの特徴が特に顕著で、フランスで働く上司やお客様もこの仕事のスタイルを許容し、むしろ評価している」と述べた。

## 歴史
第二次世界大戦以前のフランスの経済の詳細は、フランス銀行と預金供託金庫、およびen:Economic history of Franceを参照。

### 臨時政府、第四共和政
第二次世界大戦によりフランスはナチス・ドイツとヴィシー政府（一部・イタリア王国）に分断・支配され、戦場と化し、インフラの整備も遅れ、また破壊されたことより、フランス経済は疲弊した（鉱工業生産指数は1938年=100とした場合、1944年で38）。加えて、マルサス主義に束縛され、19世紀末から20世紀初頭の第二次産業革命の時期に英米独と比較して人口が増加しなかったこと が消費市場の狭隘さを生みだし、「人口はほぼ5000万人に停滞、農村的性格を有し」 ていた。
ナチス・ドイツ降伏後、フランス共和国臨時政府が政権を獲得したが、政権の中枢はフランス共産党、フランス社会党（SFIO）、人民共同運動（MRP）の三党連立政権であった。臨時政府は全国抵抗評議会が作成したCNR綱領に沿った構造改革を行うことで、「『マルサス主義』の克服のために計画化、国有化、民主化を推進」 することだった。
ナチス・ドイツに協力したことを理由に1944年12月に、パ・ド・カレー北部炭坑（後、フランス石炭公社（fr）に改組）、次いでルノー（1945年1月）が国有化された。その後、フランス銀行、四大商業銀行（クレディ・リヨネ（en）、ソシエテ・ジェネラル、全国割引銀行、全国商工業銀行）、34の保険会社などが国有化された。また、電力・ガス供給のために、フランス電力公社とフランスガス公社が設立され、運輸部門では鉄道では、すでに大戦中に国有化されており、エール・フランスが国有化された。
企業の国有化の一方、経済社会の民主主義化がすすめられ、労働組合結成の自由、社会保障の整備がすすめられた。
1946年10月に臨時政府から第四共和政に政権が移行したが、引き続き、フランス共産党、SFIO、MRPの三党連立政権（ただし、1947年5月にフランス共産党は政権から離脱）が戦後復興を行うことになるが、物不足の中で輸入超過が進み、外貨不足は深刻となり、物価上昇が進んだ。第二次世界大戦中の共産党の躍進もあり、フランスの共産化を防ぐべく、マーシャル米国務長官はマーシャル・プランを実施、フランスには全体の24%が投下され、国土の復興が図られた。
マーシャル・プランで投下した資本を元に、ジャン・モネが計画・立案したモネ・プラン（第1次計画、1948年～1953年）では、(1)電力、(2)石炭、(3)鉄鋼、(4)セメント、(5)鉄道・運輸、(6)農産物の6部門に重点的に資本を投下した。その結果、1948年には工業・サービス部門が、1950年には農業が1938年を超える水準にまで回復した。しかし、朝鮮戦争を原因とした輸入財の物価上昇が始まり、1950年の7.9%から1952年には2.3%、1952年には3.0%へと低下、貿易赤字も1952年には6,180億ドルに達し、景気は失速していった。
モネ・プランの後で始まった、Étienne Hirschが作成したイルシュ・プラン（1954年～1957年、第2次計画）により、オイルショックまで続くフランスの高度経済成長（Trente Glorieuses）が始まった。イルシュ・プランでは6部門から17部門に資本を投下する分野が拡大され、経済成長を誘導する手法を採用、ボトルネックの解消から経済全体の均衡のとれた発展が目標となり、生産の量より質を重視された。イルシュ・プランにより、1950年代の年間の経済成長率は平均4.5%となり、軽工業から重化学工業へと産業の構造が転換した。また、住宅ラッシュや消費財の普及、1944年から続いた人口増加が経済拡大を後押しした。一方で、物価上昇が続き、フランス国内では生産できない資本財は海外からの輸入に頼るなど国際収支は悪化し、成長を阻害する原因となった。
普仏戦争、第一次世界大戦、第二次世界大戦の反省から、ジャン・モネの提唱を受けて、1950年5月9日、ロベール・シューマン外相がシューマン宣言を発表、翌1951年にフランス、西ドイツ、イタリア、ベネルクス三国の計6国で欧州石炭鉄鋼共同体（ECSC）が、次いで1957年に欧州経済共同体（EEC）と欧州原子力共同体（EURATOM）が発足した。

### ド・ゴール、ポンピドゥー、ジスカール・デスタン

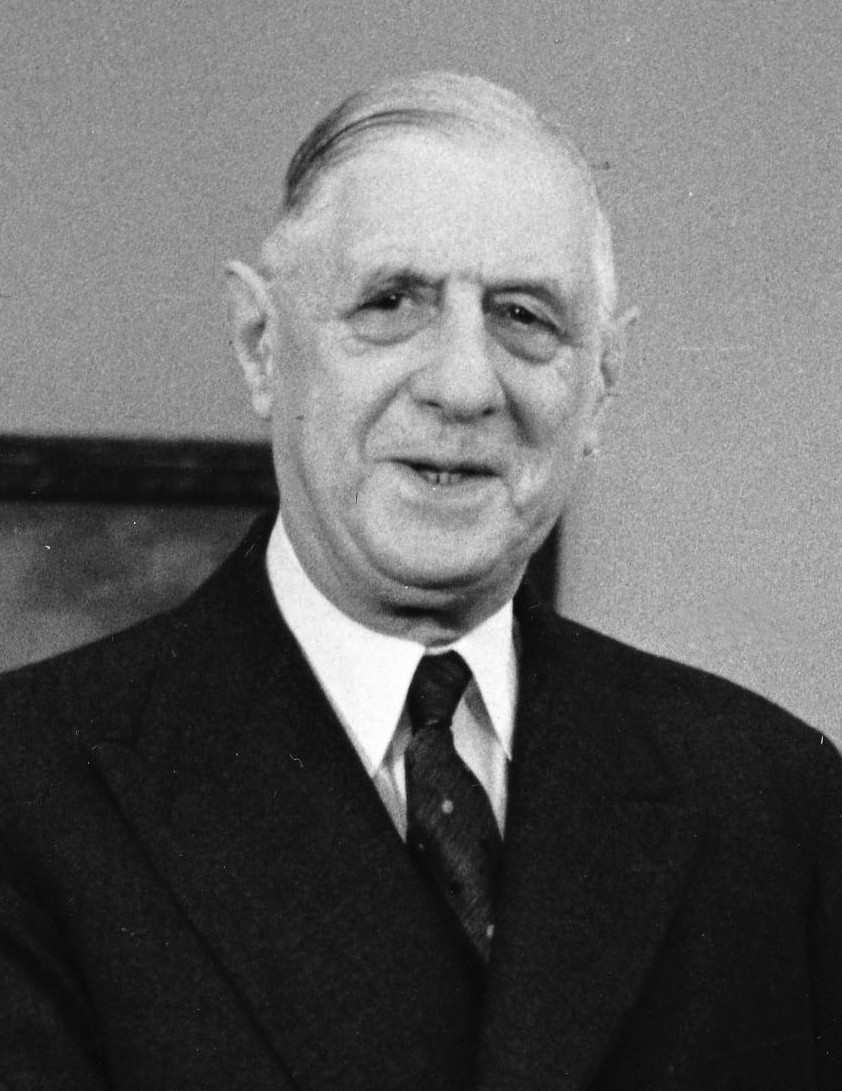
シャルル・ド・ゴール

アルジェリア戦争により、第四共和政から第五共和政に政権は移行し、シャルル・ド・ゴールが大統領に就任した。ド・ゴールの任期中（1958年～1969年）、国内では経済成長につれテレビ・洗濯機・冷蔵庫・自動車等の耐久消費財が普及した。同時代の日本の高度経済成長には及ばないものの、1960年代のフランスは年平均5.7%の経済成長を果たした。これに並行して、イル＝ド＝フランスなどの経済の中心地域と、西部・南西部・中部といった農村地域との間に経済格差が生まれた。農業の近代化とともに第一次産業の従事者が減少する一方、新しい中間層としてホワイトカラーが増加していった。
1963年シムカをクライスラーに、1964年マシンブルをジェネラル・エレクトリックに買収され、ド・ゴール政権は外資に対して規制を厳しくするようになった。抗議の意味をこめてフランスは1966年に北大西洋条約機構を脱退した。内政では同年7月29日、政府が鉄鋼業界と協約を結び、合理化（実態は合理化カルテルの促進）を条件に手厚く保護した。公共事業10億フランの斡旋、補助金3億フランの拠出、1970年まで売上げの1％に満たない法人税という大盤振る舞いであった。そして何よりも27億フランに達する経済社会開発基金貸付が注目を浴びた。これはインフレ上昇分を考えると実質18億フランの贈与であるとH. Sègre に分析されている。
対英米路線は片手落ちだった。1967年にECSC・EECが発展解消してEC が成立した。EC は公務員の国籍要件を骨抜きにした。国防に直接の関係がないという理由で、国家出資庁が支えている公企業であるにもかかわらず、公共交通機関・電気通信・保険金融といった分野に外国人が登用されていった。そして彼らは外資に対する規制を緩和してゆき、ちょうど1968年の五月革命のころに完全自由化された。はかなくもド・ゴールはイギリスなど4カ国のEC 加盟に反対し続けたが、ECSC という鉄鋼カルテルの呪縛から逃れることはできなかった。任期中の経済成長を新聞に載る程度に浅く論じれば、エネルギー革命により安価な石油が利用できたことや、オフショア市場により世界的好況が演出されたという背景が指摘できる。しかしより直接の原因は巨額の財政支出と外資流入であり、それらは共に鉄鋼カルテルに由来した。1969年、ド・ゴールは辞任した。
同年の選挙に勝利したジョルジュ・ポンピドゥー（1969年～1974年）はフランス・フランの切り下げや産業再編を試みた。1973年に大きなできごとが3つ起こった。一つはイギリスのEC加盟である。もう一つはオイルショックであり、フランス経済は高失業・インフレというスタグフレーションに陥った。最後は欧州特許条約である。フランスが大不況期に取りまとめた工業所有権の保護に関するパリ条約は、戦前から電気系企業の要請を受けて改正されてきた。そしてついに欧州特許条約が特則となって、欧州特許庁はECから特許の所管を切り離したのである。1974年4月に白血病でポンピドゥーは死んだ。この前後それぞれ3ヶ月ほどにフランス・フランが非常な人気を呼び、欧州通貨制度を一次離脱したり、銀貨をより安価な金属で置き換えたりした。
金融畑のポンピドゥーは外国銀行に手厚かったし、後継のジスカール・デスタンも同路線を受けついだ。1970年から1977年に外国預金銀行の資産は激増した。以下100万フラン単位で具体例を挙げる。シティバンク893から17282で19.35倍、北欧商業銀行5227から15540で2.97倍、モルガン・ギャランティー3647から12159で3.33倍、バンカメ831から9825で11.82倍、チェース・マンハッタン3619から9799で2.70倍、東京銀行556から4758で8.56倍、バークレイズ501から4710で9.40倍となった。他にモルガン系のケミカルやロックフェラー系のファースト・ボストンもやってきて、それぞれ資産を1977年に52億と30億フランにした。ウェストミンスター銀行も資産を55億フランにした。ブラジル銀行は54億ドルとなった。 当時の間接金融離れで成長した米国資本の進出が目立つ。
新たに大統領へ選出されたヴァレリー・ジスカール・デスタン（en）（1974年～1981年）は、1975年に第1回先進国首脳会議をランブイエで開催した。また、フルカート蔵相とレイモン・バール首相が共に緊縮政策を実施した。スタグフレーションは加速してしまい、1977年に鉄鋼業界で前年比の生産実績が急激に落ち込んでいた。営業損失が資本調達費用をいれて40億フランに迫った。1978年6月30日、主要鉄鋼会社の借入金は、Groupement des industries sidérurgiques から110億フラン、銀行から93億フラン、経済社会開発基金から85億フラン、クレディ・ナショナルから12億フランとなった。1974年から1979年の間に極端な原発建設が推進されて35基も新しくできた。1979年に再びオイル・ショックが起こり、1979年に3.5％ まで回復した実質経済成長率が1981年には0.9％ にまで落ちた。

### ミッテラン

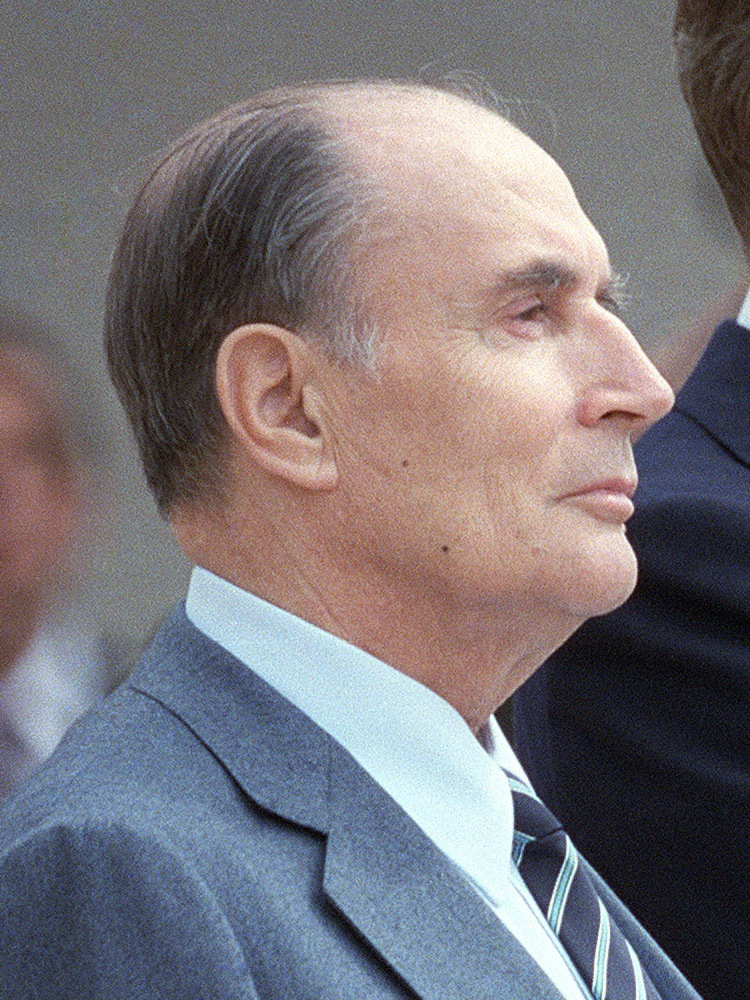
フランソワ・ミッテラン

1981年フランス大統領選挙（en）で選出された社会党出身のフランソワ・ミッテラン（1981～1995年）は1982年に主要企業を国有化することで、事態の打開を図ったものの失敗、実質経済成長率は、1983年に1.2％、1984年に1.5％、1985年に1.7%と停滞、失業率・物価上昇の改善もみられなかった。1985年の国民議会選挙で敗北したため、ミッテランは国民運動連合（UMP）のジャック・シラクを首相に任命した（第1次コアビタシオン）。1988年にミッテランは「ni-ni政策」（これ以上の国有化も民営化もしない（これ以上の国有化も民営化もしない　ni nationalisation ni privatisation)
を打ち出し、この流れを止めようとした。
シラクは、国有化された企業を民営化（例　ルノー、ソシエテ・ジェネラルなど）し、金融市場を整備することで経済に活力を与えようとしたが、フランス政府がある程度の安定株主として株式を保有しており、ディリジスムの色彩は残った。
1980年代のフランスは、雇用回復なき経済低成長であった。インフレからは脱却したものの、職業教育の立ち遅れや賃金の硬直性、雇用創出力の伸びが低いこと、生産年齢人口の増加と女性労働力率の上昇により失業率は高止まりし、先端技術製品市場における地位は日米独英に差をつけられる一方であった 。

### シラク、サルコジ
1995年フランス大統領選挙で勝利したジャック・シラク（1995年～2007年）が大統領に就任した頃には、移民の問題、雇用なき経済回復、若年失業者の増大といった問題が山積していた。シラクは大統領就任早々、ユーロ参加の条件を満たすために財政赤字はGDPの3％未満であること（収斂基準）から、公約として掲げていた財政出動を取り消し、緊縮財政を行い、結果として2002年のユーロ参加につながることになった。

### オランド政権下の現在
2012年フランス大統領選挙ではフランソワ・オランドが大統領に就任したが、左派である自党の社会党に加え右派のUMPと国民戦線の支持率が拮抗し、混沌とした情勢となっている。左派からは富裕層増税・新自由主義からの脱却・ワークシェアリングの推進が提起され、右派からはイノベーションの推進が提起される状況であり、現在はこうした方針を硬軟両様に織り交ぜながらフランス国民が一体となって新産業を創出していく時代となっている。
17年ぶりの社会党政権として発足したオランド政権は、2013年から2年間の時限措置で、年収1000万ユーロを超える個人の所得税率を、現行の約40％から一気に75％に引き上げる案を示した。2012年中にベルギー国籍を申請したフランス人は126人に達した。憲法会議は2012年12月末に「税の公平性に反する」として、違憲判断を下した。

## 産業
フランスは先進国の一国であり、多くの産業基盤を持つ。世界にリードする分野として通信衛星を含む通信分野、宇宙航空産業、造船、医薬品、化学、自動車産業などがある。GDP（購買力平価換算）に占める研究開発費の割合は2007年には5.2兆円（推定）を占め、1位は米国、2位は日本、3位は中華人民共和国に次ぐ、4位である ものの、政府負担の割合では38.4%とイギリス（31.9%）、ドイツ（27.8%）やアメリカ（27.8%）、中国（24.7%）、韓国（23.1%）、日本（17.4%）と比べて高い。

### 第一次産業

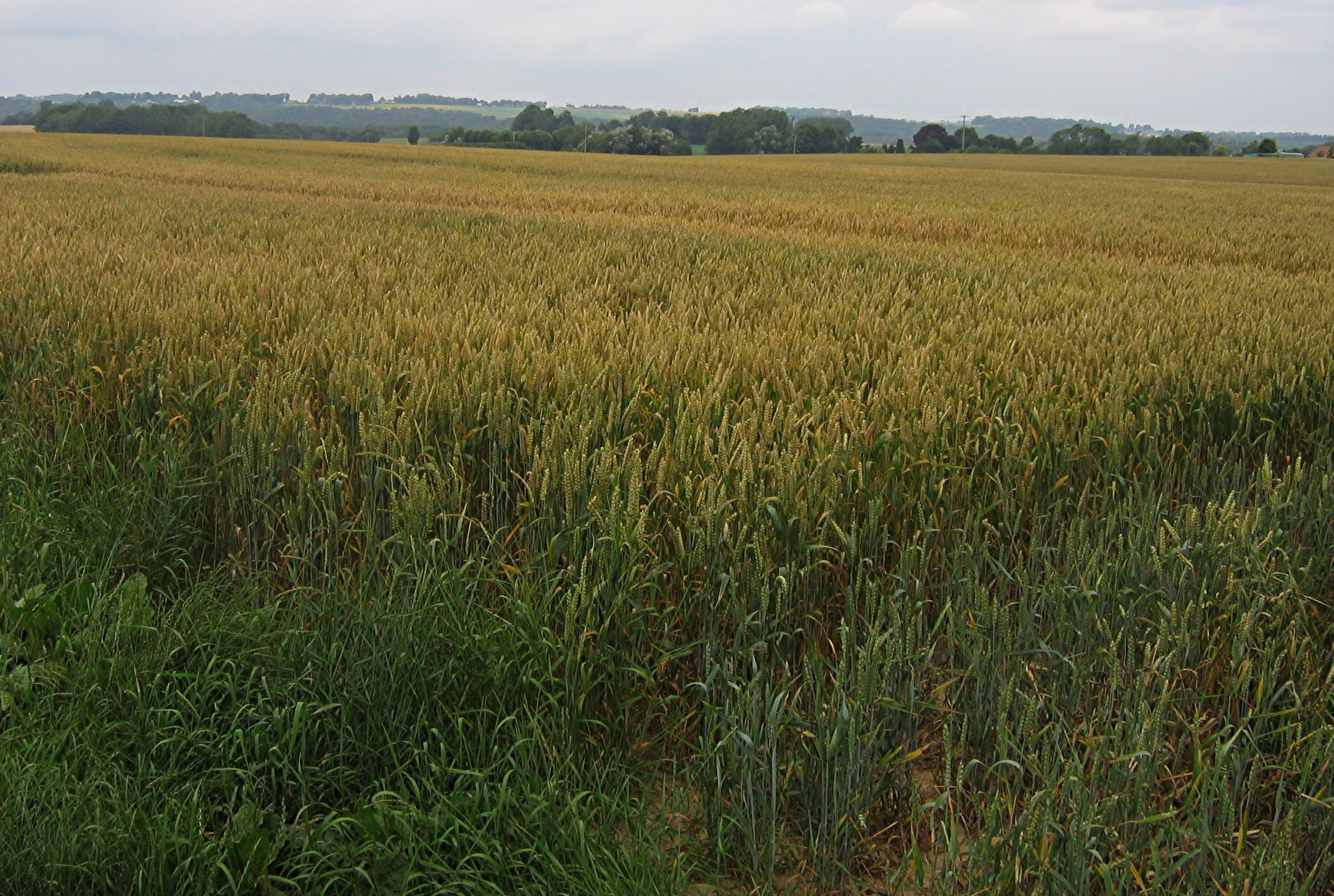
パリ盆地北部、ノルマンディーのコーに広がる小麦畑

フランスはEU最大の農業生産国であり、EUにおける農業生産高の3割を占める。北部は小麦、甜菜が主であり、西部では、乳製品、豚肉、鶏肉などの家禽類、リンゴの生産が主である。中部では牛肉の生産が盛んである。また、中部から南部にかけて果物、野菜、ワイン生産用の葡萄の栽培が盛んである。また、フランスは林業や水産業も盛んである。EUの共通農業政策、ウルグアイ・ラウンドにより、農業の自由化の圧力がかかり、結果として農業部門の改革が進んできている。
2007年における主要農作物の生産量ベースでは、牛乳（世界7位）、小麦（世界5位）、葡萄（世界4位）、甜菜（世界1位）となっている。
フランスは世界第7位の穀類生産国 であり、米国に次ぐ世界第2位の農産品輸出国である。しかしながら、農産品の70%はEU諸国、貧困にあえぐアフリカ諸国（旧植民地を含む）に輸出されている。小麦、牛肉、豚肉、家禽類、日用雑貨が主要輸出品である。米国はフランスへの第二の輸出国であるが、日用雑貨に関しては他のEU諸国や発展途上国と競争関係にある。フランスは米国から主に大豆、飼料、魚介類、消費者が好むスナックやナッツといった製品を合わせて、年間約6億ドル輸入している。フランスから米国にはチーズやワインを輸出している。
フランスの農業はEUからの約110億ユーロにのぼる補助金に過度に依存しているため、フランスはEUが補助金を削減することに反対している。補助金によりフランスの農産品は競争力が押し上がっている一方、自由貿易を歪めている。付加価値税を避けるためにフランスワインを健康食品と再分類するといった施策によりフランス国内の農業部門を延命させている。

### 第二次産業

#### 食品

フランスワインの生産地

葡萄の生産が盛んなことから、ブルゴーニュ、シャンパーニュ、ボルドー等の地域でフランスワインの生産が盛んであるが、近年ではフランスワイン生産に対する補助金の削減が行われている。

#### 化学
フランス国内には石油資源が無いために、海外からの輸入に依存している。トタルは石油メジャーの一角として存在している。産業ガス大手としてエア・リキード、世界2位の医薬品メーカーであるサノフィ・アベンティス（2004年にサノフィ・サンテラボがアベンティスを合併）、化粧品メーカーとしてロレアルが存在する。

#### 輸送用機器
フランスには、ルノー、PSA・プジョーシトロエンといった自動車産業、周辺産業として世界1位のシェアを持つミシュランのタイヤが存在する。

#### 軍需産業、宇宙航空産業

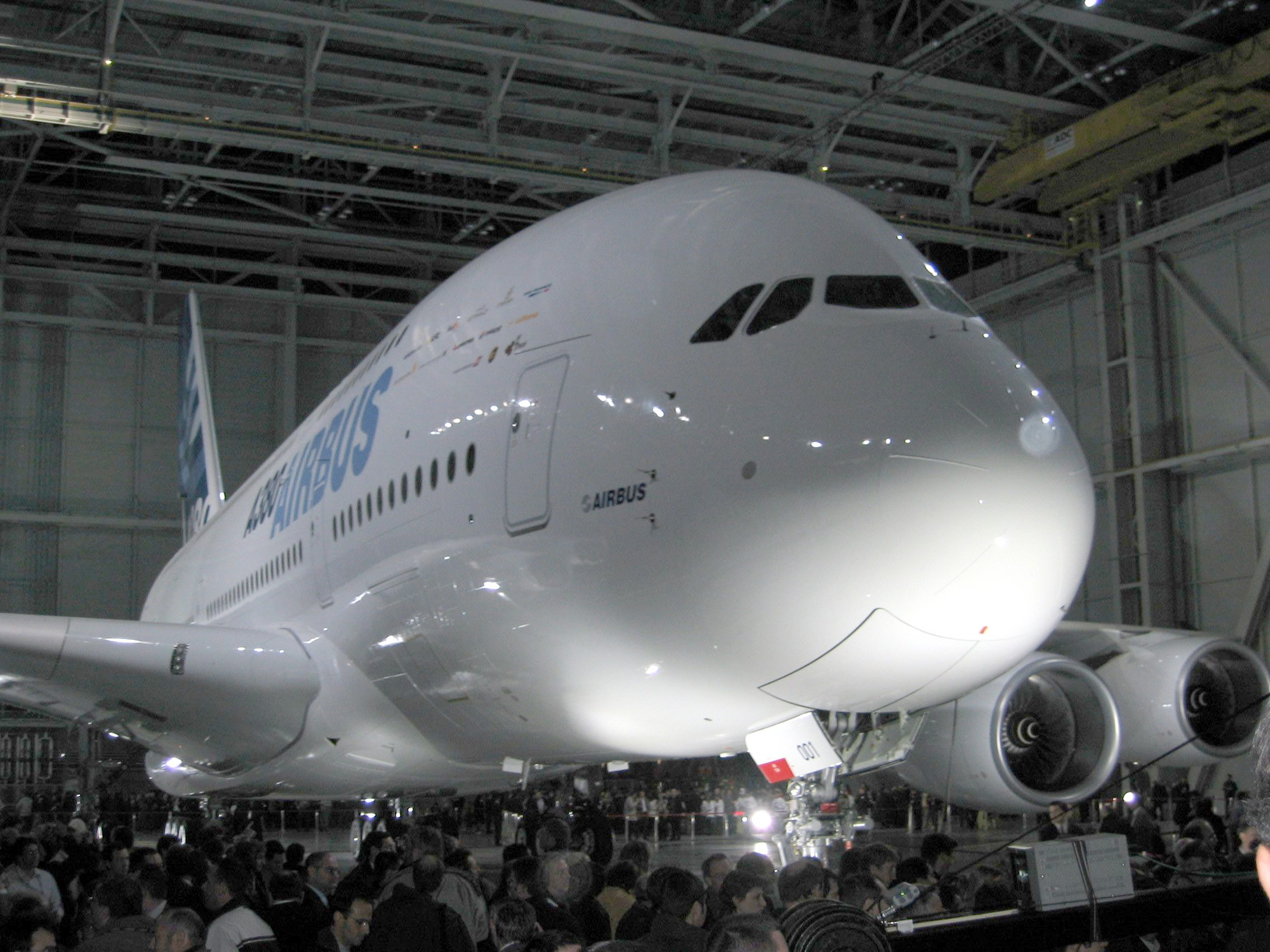
エアバス社の最新鋭機A380

フランスは世界第3位の武器供給国である。フランスの軍需産業の主要顧客はフランス政府であり、年間約350億ユーロが軍事費に使用されている。加えて、フランスの軍需産業はアラブ首長国連邦、ブラジル、ギリシャ、インド、パキスタン、台湾、シンガポールといった外国政府も顧客に持つ。
宇宙航空産業、軍需産業の主要企業としてEADSがエアバスの100%親会社として存在し、エアバスが米国のボーイングとしのぎを削っている。また、商業目的としては完全に失敗に終わったが、シュド・アビアシオンは超音速の旅客機コンコルドをイギリスとともに開発、製造した過去を持つ。
EADSはエアバス・ディフェンス・アンド・スペースを通して、A400M他の軍用輸送機を生産している他、ダッソー・アビアシオンを通してミラージュ戦闘機シリーズを、ユーロファイターを通して、ユーロファイター タイフーンを生産する他、ミサイルの生産や国際宇宙ステーションなどの計画に参画している。陸では、ネクスターがAMX-30、ルクレール等の戦車を生産している。

#### エネルギー
フランスは産油国ではないため、原子力発電所に依存している。1973年には、発電量の8%に過ぎなかった原子力発電の発電量の比率は、1980年には24%、1990年には75%、2006年には78%に達している。

##### フランス電力公社の民営化
2004年11月20日、フランス最大の電力会社であるフランス電力公社（EDF、Electricité de France）の株式のうち、国家保有分30%が売却され、ユーロネクスト・パリに上場された。フランス電力公社以外にも、傘下にCNR（fr）等を持つ、エンジー、スペインの エンデサ（SNET経由）といった電力会社が存在する。

### 第三次産業

#### 金融業
フランスの金融業は、ミッテランまでの国有化、第1次コアビタシオンにより民営化の歴史がある。旧パリ証券取引所（現ユーロネクスト・パリ）は第1次コアビタシオン時に、フランス政府が保有していた株式を売却するために、シラクの手によって整備された。主要金融機関として、クレディ・アグリコル、BNPパリバ、 アクサ、ソシエテ・ジェネラルがある。

#### 観光業
国連世界観光機関の最新の統計によると（世界観光ランキング）、2015年に、フランスには年間約84百万人以上の外国人観光客が世界中から訪れた。観光業はフランス経済に重要な役割を担っている。観光地として、ヴェルサイユ宮殿、モン・サン＝ミシェルなどの世界遺産が存在する他、地中海沿岸はリゾート地としても開発されており、ニースやカンヌといった都市、スイス、イタリアにまたがるアルプス山脈が存在する。

#### 交通・運輸

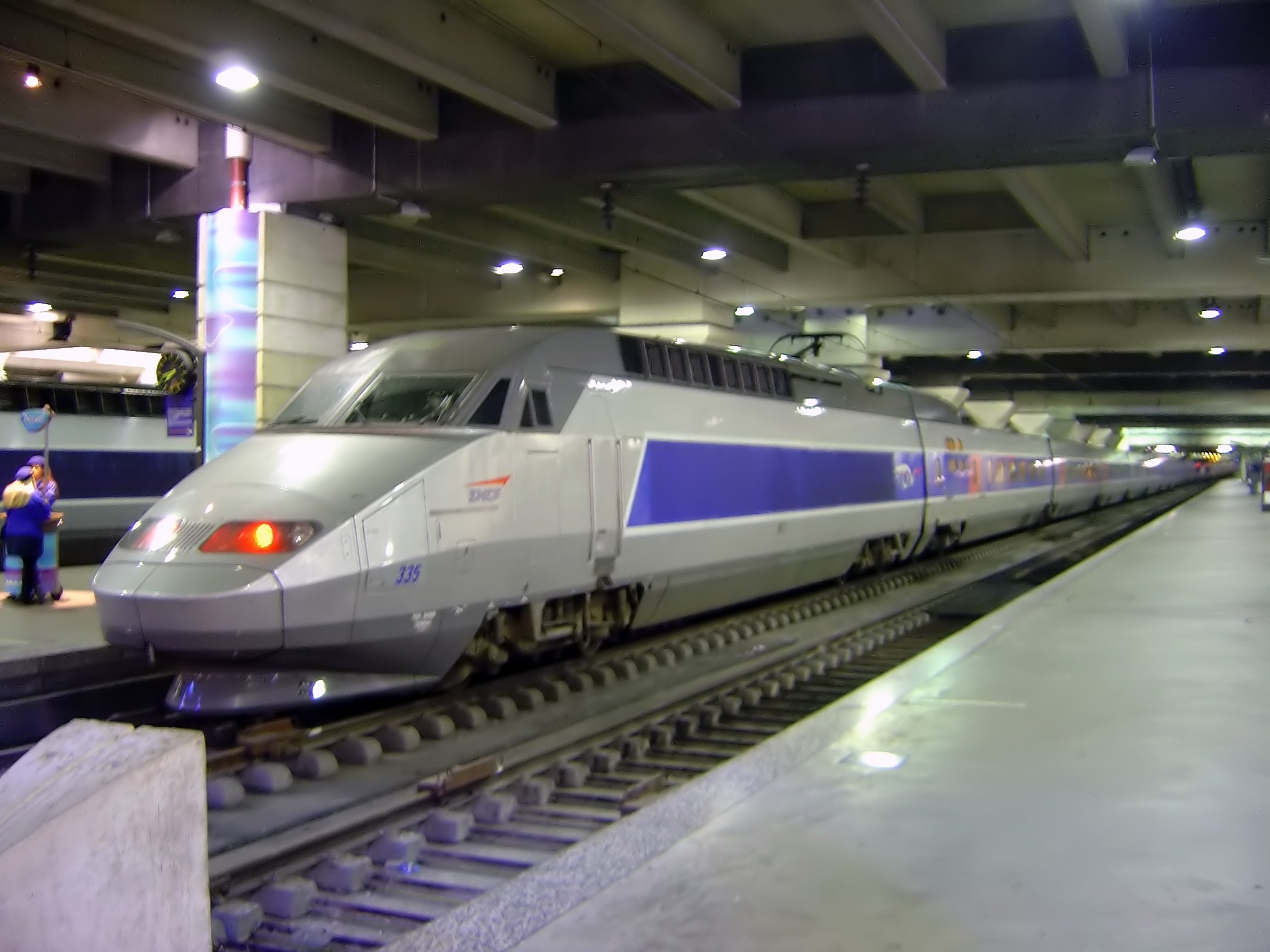
パリのモンパルナス駅に停車するTGV Atlantique

フランスの運輸業を担うインフラは、100平方キロメートル当たり146キロメートルの距離がある道路と6.2キロメートルの鉄道に依拠している。パリを中心に、道路・鉄道のネットワークが形成されている。旅客の高速輸送手段として1970年代にパリ-リヨン間で開通したTGVがフランス国内のみならず、ドイツ、ベルギー、イタリアまで運転している。

## 金融制度
2002年1月1日、ユーロの導入以前に、フランス国内で発行されていた通貨はフランス・フランであり、中央銀行はフランス銀行であった。ユーロの導入により、1ユーロ＝6.55957フランス・フランとして交換されることになった。フランス銀行は欧州中央銀行のメンバーとして参加することになった。国内ではフランスの中央銀行としての位置づけは変わらないが、為替政策に関しては欧州中央銀行が持つことになった。

## 貿易
フランスはドイツに次いで、貿易額が多い。1992年から2004年までは、経常収支黒字であったが、2005年以降、経常収支赤字に転換し、2008年の経常収支赤字は44,014百万ユーロにまで拡大した。
その後も赤字が続き2014年には原油安によるエネルギー輸入額の縮小もあったが貿易赤字は538億ユーロとなった。エネルギーを除くと貿易赤字額は167億ユーロと前年の124億ユーロから増大した。
硬直的な雇用慣行や労働コストの高止まり、小売店の営業規制など様々な規制もあるフランスでは、ユーロ圏の経済活動の自由化に伴い相対的に成長に制約がかかった。
そのため規模の利益、範囲の経済、集積の経済、国境の自由化で物流が効率化されたことによるストロー効果などの経済的合理性により産業がドイツに集まり空洞化している。そのため2013年には1976億ユーロの貿易黒字を出し、経済的に好調なドイツとは対照的にフランスは経済成長も低い。
労働コストについては逆にドイツでは最低賃金が設定されておらず、非正規雇用のなどの低賃金セクターの拡大が公正な競争環境ではないと非難されていた。内需拡大と貿易不均衡の是正を求められたドイツは2014年7月に時給8.5ユーロの最低賃金を議会で決定し、翌1月1日施行された。

## 財政赤字

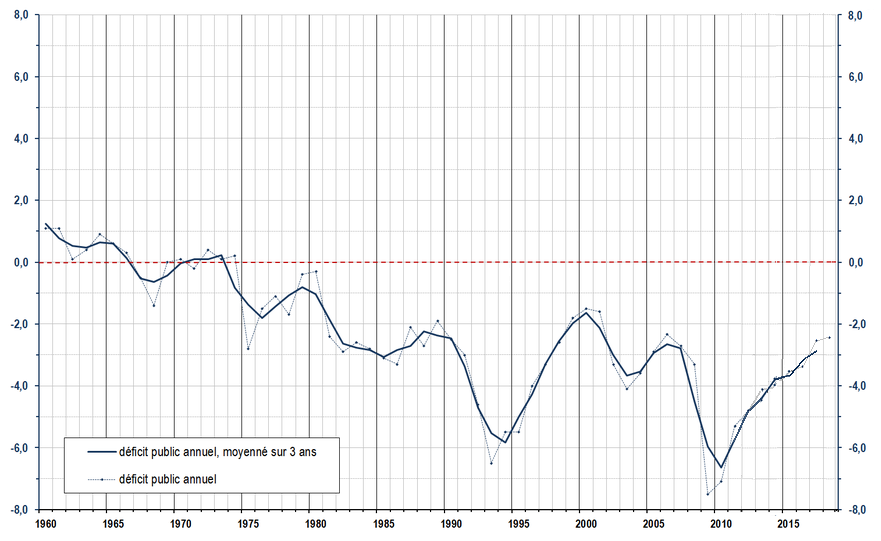
フランスの財政状況（1959年～2007年）。緑色の線がユーロ参加に必要な収斂基準、財政赤字対GDP比3%。

フランスの財政収支は赤字であるが、ユーロ参加の条件である財政赤字対GDP比3%以内という条件を満たすために、財政赤字幅は減少、1993年の対GDP比6.4%の赤字で底打ちしていた ものの、世界金融危機 (2007年-)により財政出動を行った結果、EUの欧州委員会はフランスの財政赤字が2010年には8.2%、2011年には7.7%になると予測しており、2009年12月2日、EU財務相会合で2013年までに財政赤字をGDP比3%以下に削減するよう勧告が出されている。

## 地域経済

### 各地域圏の比較
フランスは首都圏（イル＝ド＝フランス地域圏）の1人あたりGDPが突出しており地方との経済格差が大きく、スペインやイタリア（南北格差）、ドイツ（東西格差）といった他のEU諸国とは異なる様相を示している。首都圏以外ではリヨンがあるローヌ＝アルプ地域圏、マルセイユがあるプロヴァンス＝アルプ＝コート・ダジュール地域圏、ノール＝パ・ド・カレー地域圏、ペイ・ド・ラ・ロワール地域圏が比較的裕福である。
アルザス地域圏のように過去に機械の生産が盛んだったところは、絶対額では上位には来ないものの、相対的には豊かである。
オーヴェルニュ地域圏、リムーザン地域圏、サントル＝ヴァル・ド・ロワール地域圏は農村地帯であり、アキテーヌ地域圏やシャンパーニュ＝アルデンヌ地域圏はブドウの生産が重要な役割を担っている。
各地域圏のGDP及びの1人当たりGDPの順位は下表のとおり。
| 順位 | 地域圏（和名）                           | 地域圏（アルファベット）       | GDP (in millions euros, 2005) | GDP per capita (euros, 2005) |
| ---- | ---------------------------------------- | ------------------------------ | ----------------------------- | ---------------------------- |
| 1    | イル＝ド＝フランス                       | Île-de-France                  | 480,870                       | 42,712                       |
| 2    | ローヌ＝アルプ                           | Rhône-Alpes                    | 165,034                       | 28,131                       |
| 3    | プロヴァンス＝アルプ＝コート・ダジュール | Provence-Alpes-Côte d'Azur     | 120,365                       | 25,693                       |
| 4    | ノール＝パ・ド・カレー                   | Nord-Pas de Calais             | 86,747                        | 21,555                       |
| 5    | ペイ・ド・ラ・ロワール                   | Pays de la Loire               | 84,990                        | 25,401                       |
| 6    | アキテーヌ                               | Aquitaine                      | 76,895                        | 25,374                       |
| 7    | ブルターニュ                             | Bretagne                       | 73,511                        | 24,443                       |
| 8    | ミディ＝ピレネー                         | Midi-Pyrénées                  | 67,486                        | 25,140                       |
| 9    | サントル＝ヴァル・ド・ロワール           | Centre-Val de Loire            | 61,968                        | 25,005                       |
| 10   | ラングドック＝ルシヨン                   | Languedoc-Roussillon           | 53,197                        | 21,752                       |
| 11   | ロレーヌ                                 | Lorraine                       | 53,013                        | 22,769                       |
| 12   | アルザス                                 | Alsace                         | 46,870                        | 26,196                       |
| 13   | オート＝ノルマンディー                   | Haute-Normandie                | 44,864                        | 24,923                       |
| 14   | ピカルディ                               | Picardie                       | 41,276                        | 22,022                       |
| 15   | ポワトゥー＝シャラント                   | Poitou-Charentes               | 39,286                        | 23,311                       |
| 16   | ブルゴーニュ                             | Bourgogne                      | 38,733                        | 23,880                       |
| 17   | シャンパーニュ＝アルデンヌ               | Champagne-Ardenne              | 33,550                        | 25,093                       |
| 18   | バス＝ノルマンディー                     | Basse-Normandie                | 33,253                        | 23,099                       |
| 19   | オーヴェルニュ                           | Auvergne                       | 30,632                        | 23,127                       |
| 20   | フランシュ＝コンテ                       | Franche-Comté                  | 27,016                        | 23,782                       |
| 21   | フランス海外領土                         | Département d'outre-mer (2002) | 22,891                        | 13,375                       |
| 22   | リムーザン                               | Limousin                       | 16,326                        | 22,664                       |
| 23   | コルス                                   | Corsica                        | 5,846                         | 21,508                       |

 出典: INSEE.

### 主要都市・県の経済
フランスのいくつかの都市・県は他の都市・県と比べて豊かである。パリ、オー＝ド＝セーヌ県、ローヌ県には大企業の本社が集中している。INSEEの2004年の統計によると、オー＝ド＝セーヌ県の1人当たり平均所得は28,000ユーロ、イヴリーヌ県は27,900ユーロ、パリは25,000ユーロとフランスの平均所得15,000ユーロを超えている。フランスもほかの国と同様に、極端に裕福な地域が存在する。オー＝ド＝セーヌ県にあるMarnes-la-Coquetteというコミューンが最も裕福でINSEEの2004年の統計によると平均所得は81,750ユーロということである。
エコノミスト・インテリジェンス・ユニットが調査した報告をもとに、Barclays Wealthが2007年に推計したところ、3百万人のミリオネアがフランスにいるということである。